# نهر بختارما
نهر بختارما (بالإنجليزية: Bukhtarma River)‏ هو أحد أنهار جمهورية كازاخستان. ينبع من المنحدرات الجنوبية لجبال ألتاي ويصب في نهر إيرتيش. يبلغ طوله 336 كلم وتبلغ مساحة مسطحه المائي 12660 كلم مربع أما نسبة التدفق فتبلغ 214 متر بالثانية.